# St. Margaretha (Hengsbeck)

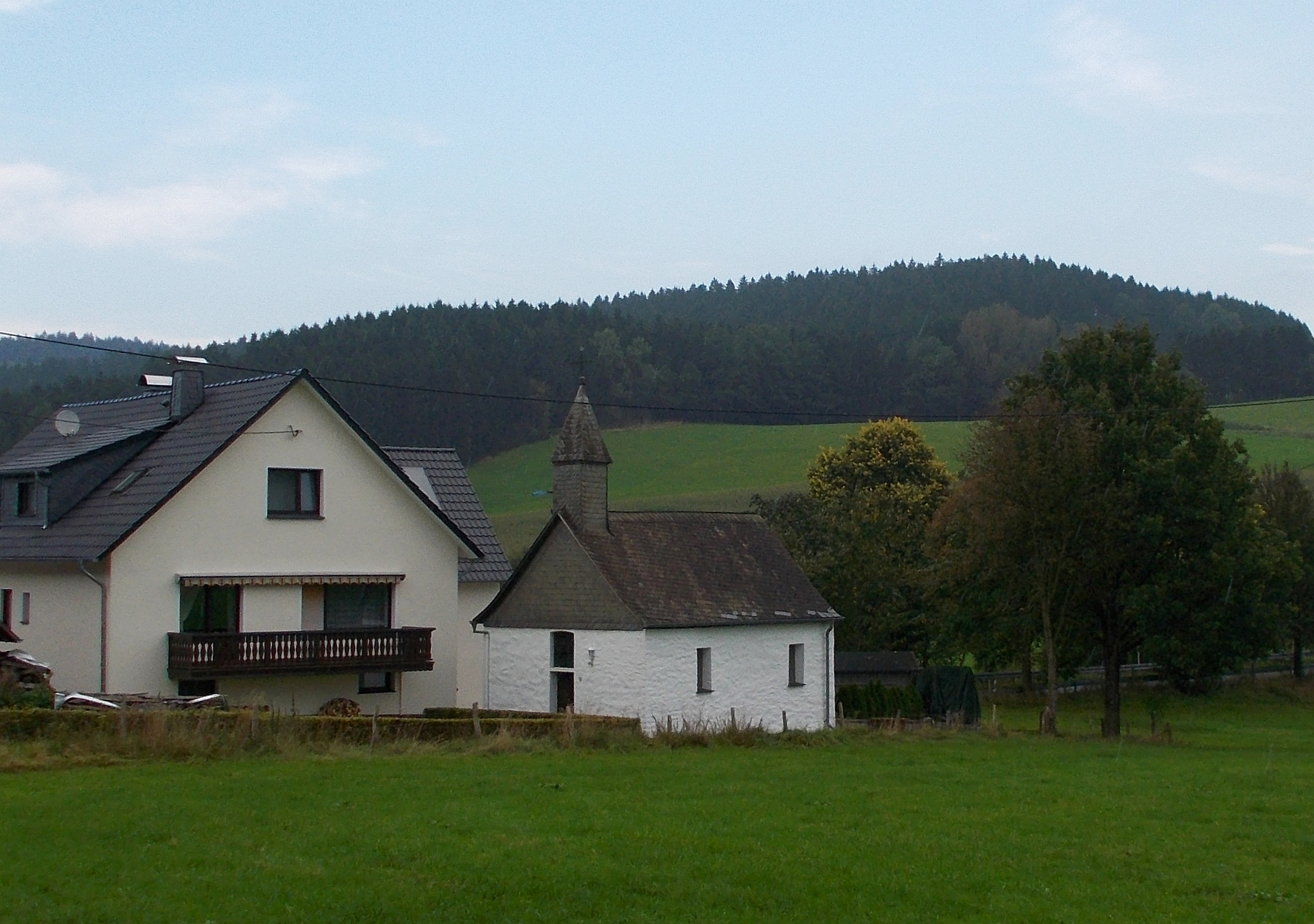
St. Margaretha

Die katholische Kapelle St. Margaretha ist ein denkmalgeschütztes Kirchengebäude in Hengsbeck, einem Ortsteil von Eslohe im Hochsauerlandkreis (Nordrhein-Westfalen).

## Geschichte und Architektur
Das Gebäude ist im Kern mittelalterlich. Der verputzte Bruchsteinsaal mit dreiseitigem, innen gerundetem Schluss wurde 1647 geweiht. Dem Gebäude wurde ein Dachreiter aufgesetzt. Im Innenraum ist eine Balkendecke eingezogen. Bemerkenswert ist das Wandmalereifragment mit der Darstellung eines Hahns vom 14./15. Jahrhundert. Das kleine Säulenretabel aus Holz, in einfachen Formen, ist von der Mitte des 17. Jahrhunderts. Es ist mit einer Figurennische und Bildern ausgestattet und wurde 1966 restauriert. Das Gemeindegestühl wurde um 1647 eingebaut. Bei den zahlreichen Holzskulpturen von der ersten Hälfte des 14. Jahrhunderts bis zum 18. Jahrhundert handelt es sich um Kopien.